# Сфекс рудуватий
Сфекс рудуватий (Sphex funerarius) — вид комах з родини Sphecidae. Корисний ентомофаг.

## Морфологічні ознаки
Основна частина тіла і ноги чорні. Черевце з червоним малюнком. Вершини передніх крил затемнені. Довжина тіла — 16–30 мм.

## Поширення
Охоплює Південну Європу, Кавказ, південно-західну та Середню Азію, Північну Африку. 
В Україні — Одеська, Миколаївська, Херсонська, Полтавська, Харківська, Донецька області та Крим.

## Особливості біології
Мешкає на схилах невисоких гір, балок, в долинах річок. Імаго літають з червня до серпня. Антофіли, живляться нектаром квіток (зонтичних, молочайних та ін.). Гніздо роблять у ґрунті, з горизонтальним і вертикальним ходами та 2–3 комірками. Для живлення личинок заготовляє різних саранових. Розвиток яєць триває 3–4 дні, личинок — 10–12. Зимує личинка в коконі. Дає 1 генерацію на рік.

## Загрози та охорона
Загрози: руйнування сприятливих для існування виду стацій через господарську діяльність людини, надмірне застосуванні пестицидів.
Необхідно зберігати біотопи, сприятливі для існування виду. Рекомендований до охорони в Карадазькому, Опукському та Казантипському ПЗ.